# Franz Albert Rodhain
Franz Albert Rodhain (* 1902 in Mechelen; † 20. Januar 1945 im KZ Dachau) war ein belgischer römisch-katholischer Geistlicher und Märtyrer.

## Leben
Franz Albert Rodhain wuchs als Apothekersohn in der Bischofsstadt Mechelen auf und wurde 1925 zum Priester geweiht. Die Stationen seines Wirkens waren: Lehrer in Antwerpen und Diest, Kaplan an St. Gertrud in Löwen, St. Paul in Woluwe-Saint-Pierre/Sint-Pieters-Woluwe, Lubbeek und schließlich in Ittre (30 km südlich von Brüssel).
Am 9. Juni 1943 wurde er von der Gestapo verhaftet und kam über das Gefängnis Saint-Gilles/Sint-Gillis im September 1943 in das KZ Esterwegen und von dort über das Gefängnis Bayreuth in das KZ Dachau. Dort starb er am 20. Januar 1945 im Alter von 42 Jahren.